# 上山熊之助
上山 熊之助（うえやま くまのすけ、生没年不詳）は、三重県出身のサッカー選手。

## 経歴
滋賀師範学校を卒業して、東京高等師範学校に入学。蹴球部に所属して1917年に開催された第3回極東選手権大会の日本代表に選出され、2試合に出場した（そのうちの1試合がフィリピン代表に2-15で敗戦した試合である）。
その後三重師範学校の教諭を務めた。